# Sisis
Sisis là một chi nhện trong họ Linyphiidae.